# 오제스키병
오제스키병은 허피스 바이러스 감염에 의한 질병으로서 자돈에서 체온의 상승과 함께 신경 및 호흡기 증상을 보이고 폐사를 일으키는 경우도 있으며, 성돈에서는 불현성 감염이거나 유사산을 일으키는 질병이다. 일단 감염이 되면 박멸이 힘드므로 무엇보다 예방이 중요하다. 전 세계적으로 분포하고 있으나, 대한민국에서도 최근에 와서 발생하기 시작하고 있다.

## 같이 보기
- 바이러스학